# Spirotropis azorica
Spirotropis azorica é uma espécie de gastrópode do gênero Spirotropis, pertencente a família Drilliidae.